# Piotr Nésterov

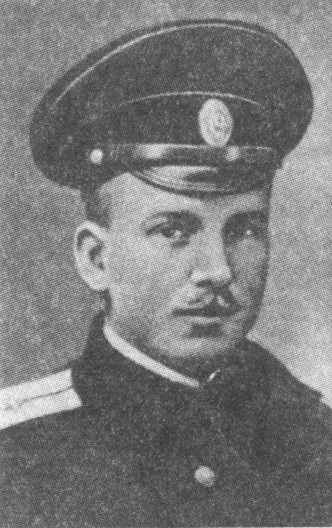

Piotr Nikoláievich Nésterov (en ruso: Пётр Николаевич Нестеров ; 27 de febrero de 1887 — 8 de septiembre de 1914) fue un capitán y piloto de guerra ruso. Fue uno de los fundadores del pilotaje avanzado y tácticas de combate aéreo, además fue el creador del Rizo de Nésterov o Lazo de Nésterov - (en ruso: "Miórtvaya Petlia Nésterova", "Мёртвая петля Нестерова"). Falleció en un combate aéreo, al practicar por primera vez en la historia de aviación militar la maniobra conocida como “tarán”.

## Biografía
Nació en Nizhni Nóvgorod, Rusia en 27 de febrero de 1887 en una familia de clase media. Su padre era oficial del Ejército Ruso, profesor de Escuela de Cadetes. Después de fallecer su padre, la situación económica familiar empeoró de una manera dramática y su madre, Margarita Fiódorovna, al no contar con medios, fue obligada a trasladarse junto con sus cuatro hijos a una casa de acogida para viudas. A los 10 años de edad, en 26 de agosto de 1897, Piotr Nésterov ingresó a la Escuela de Cadetes de Nizhni Nóvgorod, el mismo donde años antes su padre era profesor. Terminó la escuela en el año 1904. Como integrante del grupo compuesto por seis mejores alumnos de esta Escuela, Piotr Nésterov fue becado y enviado a La Escuela de Artillería de Mijáilovskoe. En 1906 Nésterov se graduó con honores, asciende al rango de suboficial y es enviado a la 9-a Brigada de Artillería de Siberia Oriental, ciudad de Vladivostok, Imperio Ruso, donde personalmente desarrolló normas y tácticas de correcciones de tiro desde los aeróstatos. 
Desde el año 1910 Piotr Nésterov seriamente se entusiasma con la aeronáutica. En julio-agosto de 1911, mientras se encontraba de vacaciones en su ciudad natal, Nizhny Nóvgorod, conoce a Piotr Sokolov, uno de los alumnos del profesor Nikolái Zhukovski e ingresa a la Sociedad Aeronáutica de Nizhny Nóvgorod. En 1912 se graduó en calidad de aviador y piloto de guerra. A la edad de 25 años, en septiembre de 1912, efectuó su primer vuelo solo en el biplano francés "Farman". En 1913 terminó el curso de oficiales en la Escuela de Aeronáutica y este mismo año fue enviado a una unidad aérea del Ejército Ruso en Kiev. En este periodo comparte experiencias profesionales y mantiene amistad personal con otros pilotos legendarios rusos - Ígor Sikorski y Víktor Tkachov. Muy pronto se convierte en comandante de escuadrilla. En Varsovia, Polonia, efectúa cursos de nivelación en el avión Newport, uno de los tipos de aeronaves que tenía en su poder el Ejército Ruso en aquella época.
Con el tiempo Nésterov se convierte en uno de los pilotos más experimentados, se dedica a la ingeniería y construcción de aeronaves. Su primera aeronave la construyó en el año 1910, a los 23 años de edad, poco después de graduarse como suboficial de artillería. En el año 1913 Piotr Nésterov desarrolló un modelo del motor de aviación de 7 cilindros con 120 HP de potencia. Participó en el diseño de una aeronave caza monoplaza pero no alcanzó a terminar su trabajo por ser enviado al frente de la Primera Guerra Mundial.
Perfeccionando teoría y práctica del pilotaje aéreo, Nésterov desarrolla e implementa tácticas de coordinación entre unidades aéreas y unidades terrestres de combate, perfeccionó tácticas de combate aéreo, vuelos y combates aéreos nocturnos inclusive.

### Rizo o Loop de Nésterov
Para demostrar su idea que teóricamente “una aeronave en el aire siempre tiene puntos de apoyo”, en 27 de agosto de 1913, en Kiev sobre el campo de Syrezkiy, Piotr Nésterov efectuó el primer Loop cerrado vertical. La maniobra se efectuó en la aeronave Nieuport IV equipada con motor “Gnome”. 
De acuerdo al reporte de vuelo oficial, a la altura de 1000 metros sobre el suelo, el piloto cortó el motor y comenzó a descender en picada. Inmediatamente después, a la altura de 600 metros, enciende nuevamente el motor y comienza ascender hasta completar el Loop y regresa en picada nuevamente con motor cortado. Posteriormente nivela la aeronave y desciende en espiral para completar un aterrizaje controlado.
12 días (dos semanas) después una maniobra similar repitió el piloto francés Adolphe Pegoud y específicamente este acontecimiento se difundió tanto en la prensa local como internacional. En mayo de 1914, Pegoud llega a San Petersburgo, Rusia, para demostraciones públicas de Loop. Solamente en este momento El Club Aeronáutico del Imperio Ruso se dio cuenta de que no registró oficialmente la maniobra efectuada antes por su compatriota piloto ruso. El 10 de febrero de 1914, la Sociedad Aeronáutica de Kiev entregó a Nésterov una distinción por méritos en ciencias aeronáuticas y por la primera maniobra “Loop” efectuada, otorgándole la Medalla de Oro de la Sociedad.

### La Primera Guerra Mundial
En el año 1914, Nésterov asciende al rango de capitán y comandante de escuadrilla. Al inicio de la Primera Guerra Mundial fue enviado al Frente Sur-Occidental, participó en la liberación de Lemberg. Efectuó numerosos vuelos de reconocimiento y era uno de los primeros pilotos rusos en efectuar un bombardeo aéreo con cargas de artillería especialmente diseñadas para estos propósitos. Específicamente por esta misión del piloto ruso, la comandancia del Ejército Austriaco prometió una gran recompensa en dinero para cualquiera quien logra abatir la aeronave de Piotr Nésterov.
Hasta el año 1914 las aeronaves no fueron equipadas con armamento, únicamente contaban con revólveres o pistolas, armas personales que portaban los pilotos. Los primeros combates aéreos consistían en intercambio de disparos con armas ligeras o lanzamiento de granadas desde arriba a las aeronaves enemigas. 
En 8 de septiembre de 1914, en cercanías de la ciudad de Zholkva, Piotr Nésterov se encuentra en el aire con una aeronave de fuerzas rivales, pilotada por Franz Malina y Friedrich von Rosenthal – ambos sobrevolaban destacamentos del Ejército Ruso en vuelo de reconocimiento en la aeronave “Albatros”, a una altitud inalcanzable para disparos antiaéreos. Piotr Nésterov se dirigió a interceptar la aeronave enemiga en su ligero y rápido avión “Morane”. Los austriacos intentaron evitar el encuentro pero Nésterov los alcanzó e impactó con su aeronave la superficie del timón de “Albatros”. Ambas aeronaves cayeron a tierra y todos sus ocupantes fallecieron.
De esta manera Piotr Nésterov se convierte en el primer piloto de guerra en la historia de la aviación en efectuar un “tarán”. Piotr Nésterov fue enterrado en el cementerio Lukiánovskoe, ciudad de Kiev. En 25 de enero de 1915, el zar Nicolás II de Rusia otorgó a Piotr Nikoláievich Nésterov la Orden de San Jorge (la máxima distinción de Rusia en aquel entonces) en forma póstuma.